# 이원익 계자손서
이원익계자손서(李元翼戒子孫書)는 대한민국 경기도 광명시 소하2동에 있는 조선시대의 훈계서이다. 2009년 10월 16일 경기도의 유형문화재 제232호로 지정되었다.

## 개요
이원익이 자손에게 친필로 써서 준 훈계서이다. 훈계서를 통해 그가 어떻게 청백리가 될 수 있었는지를 알 수 있다. 따라서 이 자료는 조선시대 청백리 정신을 이해하는 중요한 자료이다.

## 참고 자료
- 이원익계자손서 - 국가유산청 국가유산포털